# Tomu Uchida
Tomu Uchida (内田 吐夢?, Uchida Tomu; Okayama, 26 aprile 1898 – 7 luglio 1970) è stato un regista giapponese.

## Retrospettiva
Nell'aprile 2008 la cineteca del Brooklyn Academy of Music ha presentato la prima retrospettiva completa del regista giapponese trascurato da lungo tempo negli Stati Uniti.

## Filmografia

### Regista

#### Cinema
- Aa, Konishi junsa, co-regia di Teinosuke Kinugasa (1922)
- Enmeiin no semushi-otoko (1924)
- Giketsu (1925)
- Shônen bidan: Kiyoki kokoro - cortometraggio (1925)
- Kyoei wa jigoku - cortometraggio (1925)
- Kanimanji engi, co-regia di Hakusan Kimura e Hidehiko Okuda - cortometraggio (1925)
- Tôyô bukyôdan (1927)
- Namakemono (1927)
- Miraî no shusse (1927)
- Kyosô mîkkakân (1927)
- Kutsu (1927)
- Kechinbo Choja (1927)
- Hoen Danu (1927)
- Chikyu wa mawaru: Dai-san-bu Kuso hen, co-regia di Kenji Mizoguchi (1928)
- Nômisukê kînshu ûndo (1928)
- Kaitei kechinbô nagayâ (1928)
- Hikari (1928)
- Ikeru ningyô (1929)

- Nikkatsu kôshinkyoku: Undô hen (1929)
- Taiyoji defunê no minato (1929)
- Shaba no kaze (1929)
- Kigeki: Ase (1929)
- Tengoku sônohigaerî (1930)
- Janbarujan: Zenpen (1931)
- Misu nippon (1931)
- Sanmen kijî (1931)
- Janbarujan: kohen (1931)
- Adauchi senshu (1931)
- Daichi ni tatsu: Zenpen (1932)
- Daichi ni tatsu: Kohen (1932)
- Âi wa dokomademo (1932)
- Sakebu Ajia (1933)
- Keisatsukan (1933)
- Neppu (1934)
- Kâwa no ûeno taiyô (1934)
- Hakugin no ôza - Zempen (1935)
- Hakugin no ôza - Kôhen (1935)
- Seimei no kanmuri (1936)
- Jinsei gekijô (1936)
- Hadaka no machi (1937)
- Kagirinaki zenshin (1937)
- Tôkyô sen'ichi-ya (1938)
- Tsuchi (1939)
- Rekishi: Dai ichi-bu - Dôran boshin (1940)
- Rekishi: Dai ni-bu - Shôdo kensetsu; Dai san-bu: Reimei Nippon (1940)
- Chiyari Fuji (1955)
- Tasogare sakaba (1955)
- Jibun no ana no nakade (1955)
- Gyakushu gokumon toride (1956)
- Kuroda sodo (1956)
- Abarenbo kaido (1957)
- Daibosatsu tôge (1957)
- Dotanba (1957)
- Daibosatsu tôge - Dai ni bu (1958)
- Mori to mizuumi no matsuri (1958)
- Daibosatsu tôge - Kanketsu-hen (1959)
- Naniwa no koi no monogatari (1959)
- Senryô-jishi (1959)
- Sake to onna to yari (1960)
- Yôtô monogatari: hana no Yoshiwara hyakunin-giri (1960)
- Miyamoto Musashi (1961)
- La volpe folle (Koiya koi nasuna koi) (1962)
- Miyamoto Musashi: Hannyazaka no kettô (1962)
- Miyamoto Musashi: Nitôryû kaigen (1963)
- Miyamoto Musashi: Ichijôji no kettô (1964)
- Lo stretto della fame (Kiga kaikyô) (1965)
- Miyamoto Musashi: Ganryû-jima no kettô (1965)
- Jinsei gekijô: Hishakaku to Kiratsune (1968)
- Shinken shôbu (1971)

#### Televisione
- Muyônosuke - serie TV (1969)